# Havlíčkův Brod
Havlíčkův Brod (avant 1945 : Německý Brod ; en allemand : Deutschbrod) est une ville de la région de Vysočina, en Tchéquie, et le chef-lieu du district de Havlíčkův Brod. Sa population s'élevait à 23 709 habitants en 2025.

## Géographie
Havlíčkův Brod est arrosée par la Sázava et se trouve à 23 km au nord de Jihlava, à 88 km au nord-ouest de Brno et à 98 km au sud-est de Prague.
La commune est limitée par Veselý Žďár, Knyk et Břevnice au nord, par Kyjov, Pohled et Bartoušov à l'est, par Vysoká, Šlapanov, Štoky, Okrouhlička, Lípa et Michalovice au sud, et par Hurtova Lhota, Krásná Hora et Okrouhlice à l'ouest.

## Histoire
Havlíčkův Brod est fondé au XIIe siècle à la suite de la découverte de mines d'argent. Comme beaucoup de villes de Bohême à la même époque, elle est habitée principalement par des Allemands appelés à coloniser leurs terres dépeuplées par les rois de Bohême.

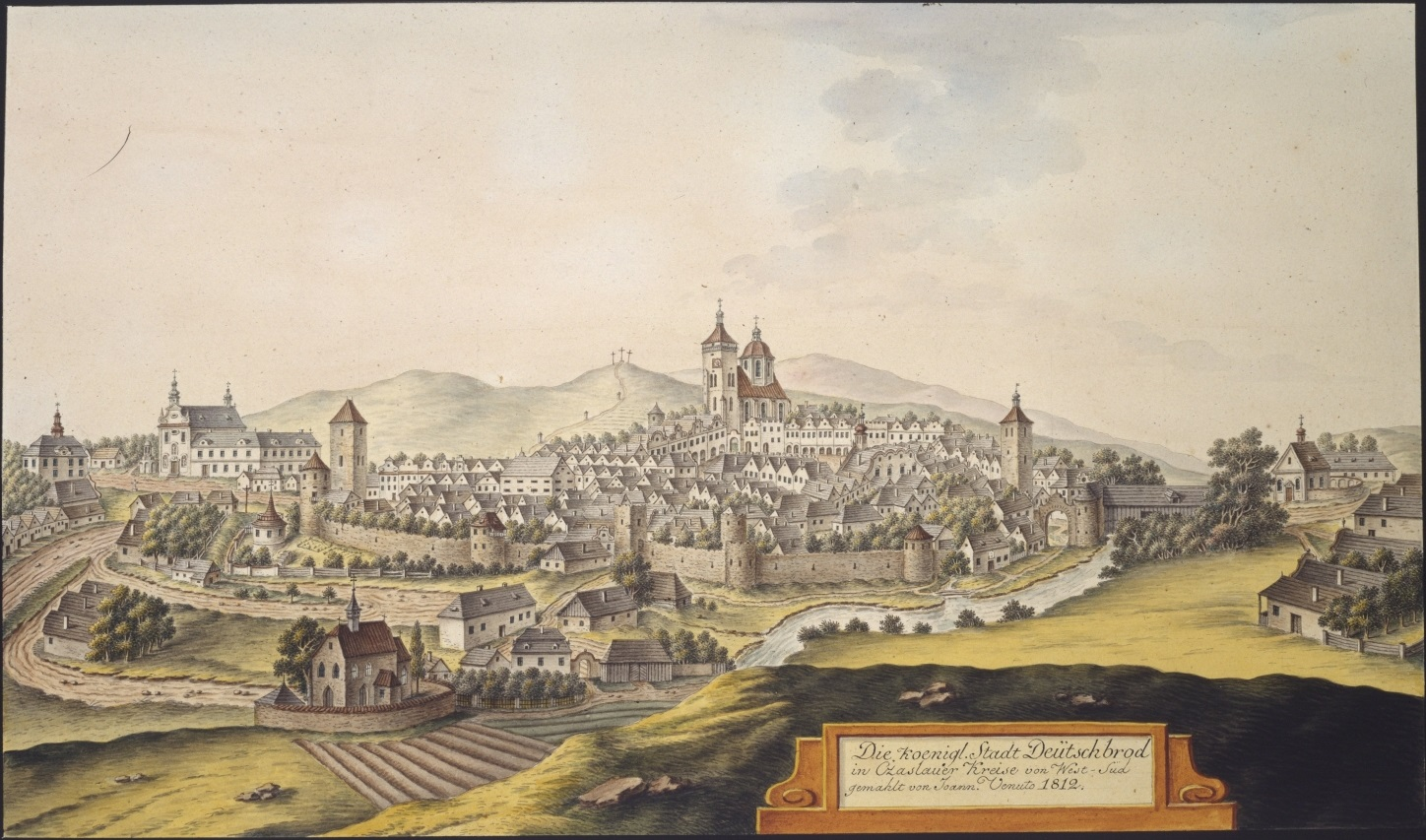
Havlíčkův Brod en 1812, par Joann Venuto.

Pendant la Première Guerre mondiale, la ville accueillit des réfugiés, dont certains sont enterrés dans le cimetière juif du typhus.
Jusqu'en 1918, la ville faisait partie de l'empire d'Autriche, puis d'Autriche-Hongrie (Cisleithanie après le compromis de 1867), district de Deutschbrod - Nemecky Brod, un des 94 Bezirkshauptmannschaften de Bohême.
Jusqu'en 1945 et aux décrets Beneš qui ont forcé le départ de la minorité allemande, la ville s'appelait donc Deutschbrod (« Gué allemand » en un mélange des langues tchèques et allemandes typique de la diversité culturelle de la Bohême d'alors). Elle a été renommée Havličkův Brod (« Gué de Havliček ») en l'honneur de Karel Havlíček Borovský, poète, journaliste et écrivain, célèbre pour avoir fondé et animé le mouvement du renouveau national tchèque au XIXe siècle.

## Population
Recensements (*) ou estimations de la population :
| 1869* | 1880* | 1890* | 1900*  | 1910*  | 1921*  |
| ----- | ----- | ----- | ------ | ------ | ------ |
| 8 189 | 8 811 | 9 359 | 10 240 | 12 628 | 13 150 |

| 1930*  | 1950*  | 1961*  | 1970*  | 1980*  | 1991*  |
| ------ | ------ | ------ | ------ | ------ | ------ |
| 15 232 | 17 238 | 17 533 | 20 197 | 23 146 | 24 472 |

| 2001*  | 2011*  | 2016   | 2017   | 2018   | 2019   |
| ------ | ------ | ------ | ------ | ------ | ------ |
| 24 375 | 23 769 | 23 234 | 23 145 | 23 101 | 23 256 |

| 2020   | 2021*  | 2022   | 2023   | 2024   | 2025   |
| ------ | ------ | ------ | ------ | ------ | ------ |
| 23 442 | 22 920 | 22 879 | 23 398 | 23 746 | 23 709 |

## Économie
L'industrie textile se développe au XIXe siècle favorisée par l'arrivée du chemin de fer.

## Galerie

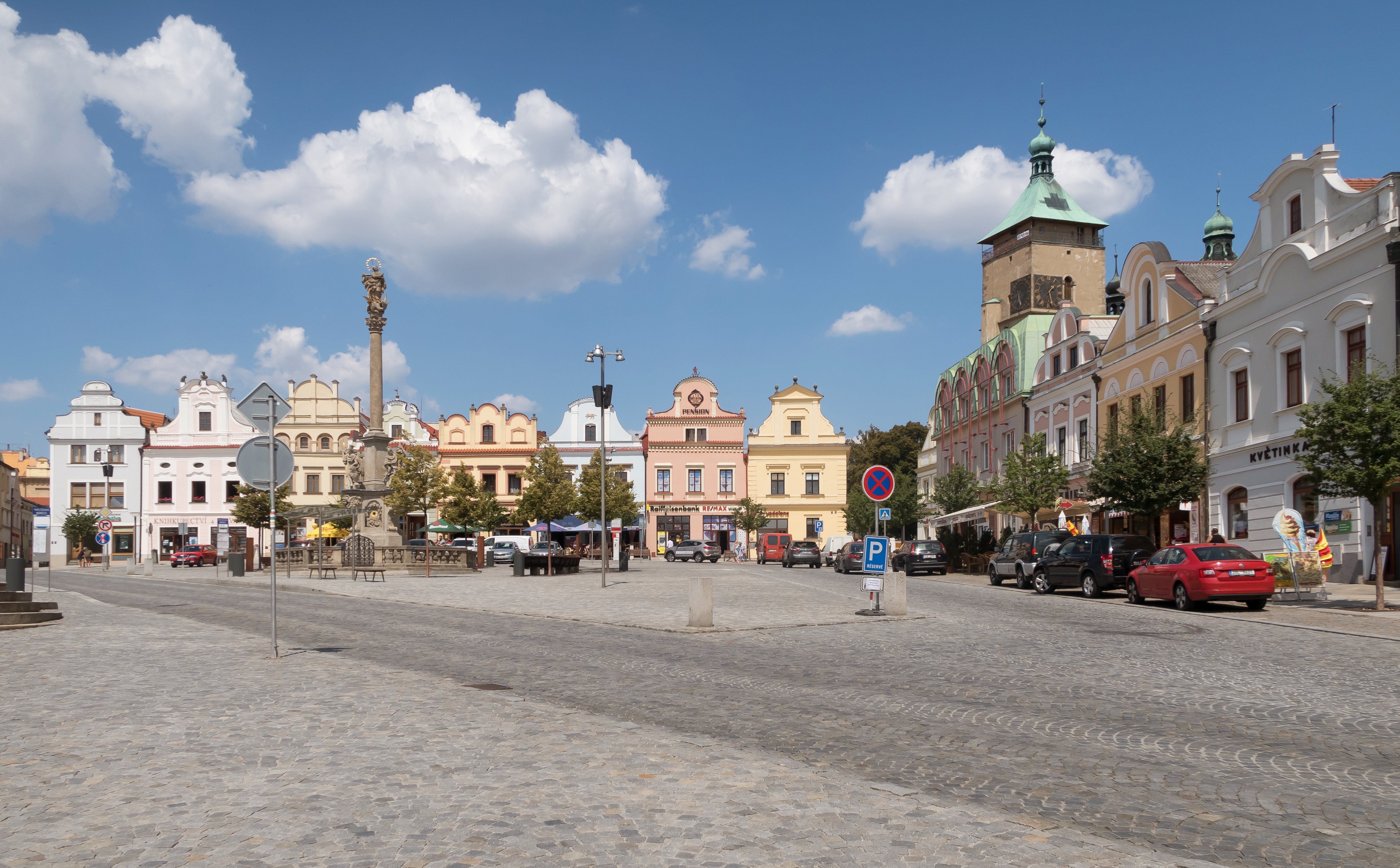
Vue dans la rue: Havlíčkovo Náměstí
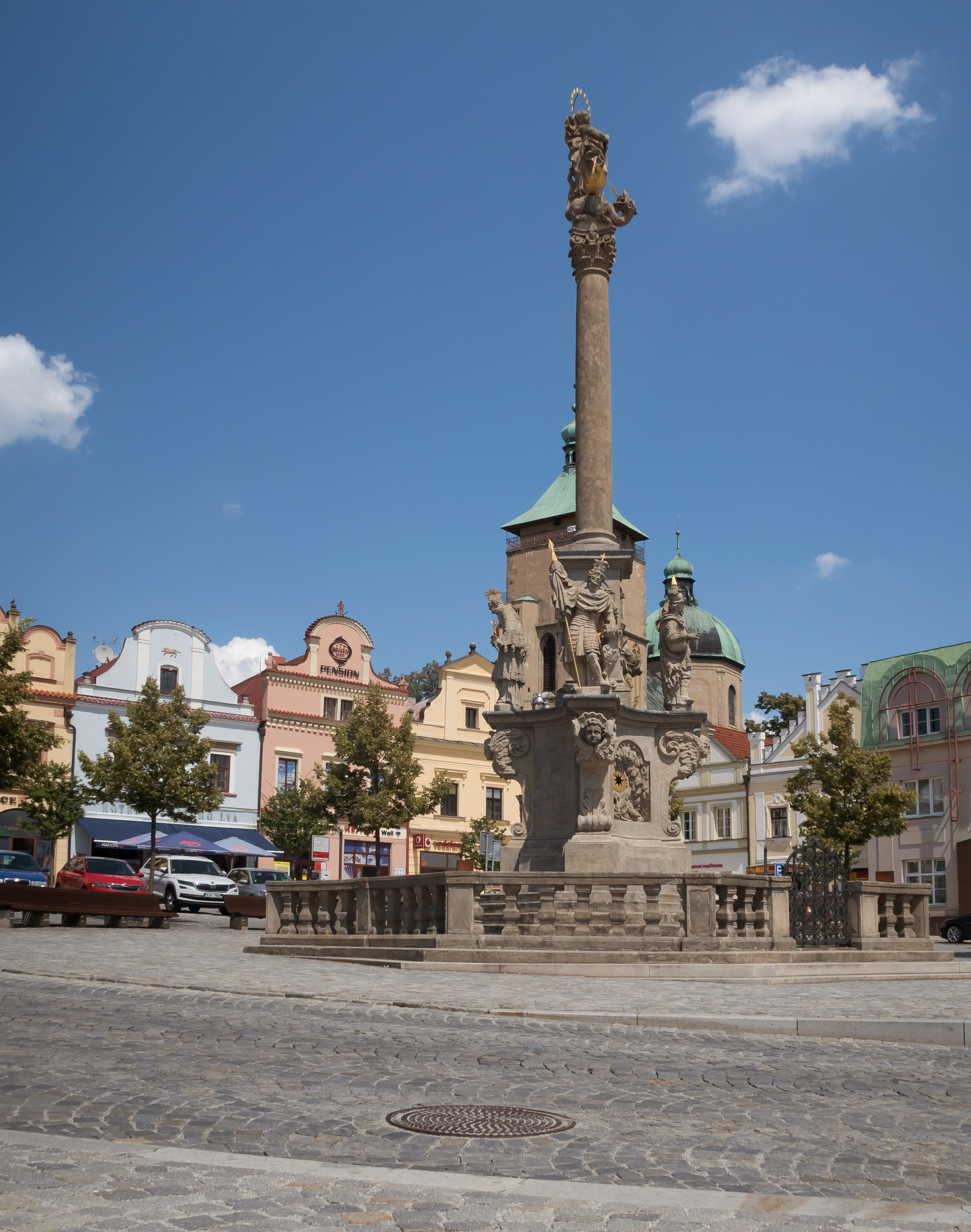
Sculpture: Mariánský sloup à la Havlíčkovo Náměstí
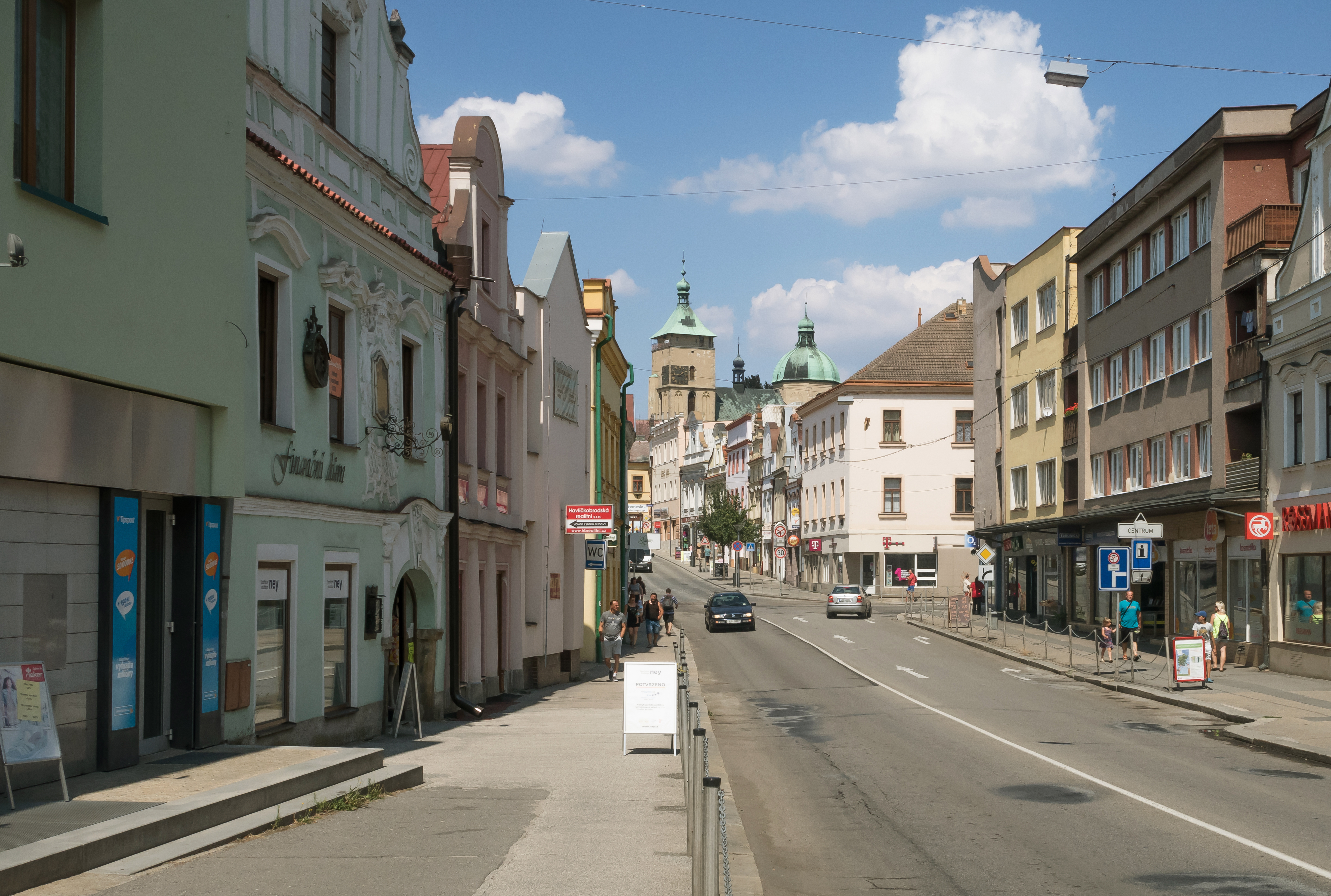
Vue dans la rue: Dolní

## Personnalités
- Karel Havlíček Borovský (1821-1856), père du renouveau national tchèque
- Johann Stamitz (1717-1757), violoniste et compositeur, inventeur de la forme classique de la symphonie
- Anton Stamitz (1750-circa 1800), compositeur, violoniste et altiste
- Stanislav Kamarýt (1883-1956), espérantiste tchèque, est mort à Havlíčkův Brod.
- Jan Suchy (1944-2021), joueur de hockey sur glace
- Josef Augusta (1946-2017), joueur puis entraîneur de hockey sur glace
- Bohuslav Matoušek (1949-), violoniste et altiste tchèque.

## Transports
Par la route, Havlíčkův Brod se trouve à 27,5 km de Jihlava, à 104 km de Brno et à 117 km de Prague.

## Jumelages
- Brielle (Pays-Bas)
- Bressanone (Italie)
- Spišská Nová Ves (Slovaquie)